# Mikuláš Pružinský
Mikuláš Pružinský, celým jménem Mikuláš Ján Nepomuk Pavol Pružinský (13. prosince 1886 Liptovský Mikuláš-Vrbica – 31. března 1953 Partizánska Ľupča), byl československý a slovenský politik, meziválečný poslanec Národního shromáždění za Hlinkovu slovenskou ľudovou stranu, respektive za Autonomistický blok a ministr financí slovenského štátu.

## Biografie
Narodil se do šlechtické rodiny stoličního účtovního revizora/kontrolora (exactor comitatensi) Mikuláše Pružinského, původem z Německé Ľupče a Aurélie, roz. Lavotta, původem z Ružomberku. Dva týdny po narození byl pokřtěn jako Nicolaus Joannes Nep Paulus - Mikuláš po otci, Pavol po kmotru, kterým byl advokát Pavol Pružinský.
V parlamentních volbách v roce 1929 získal mandát v Národním shromáždění. Obhájil ho v parlamentních volbách v roce 1935, nyní již za Autonomistický blok, jehož vznik iniciovala Hlinkova slovenská ľudová strana. Poslanecké křeslo si oficiálně podržel do zrušení parlamentu 1939.
Profesí byl statkář. Podle údajů z roku 1935 bydlel v obci Mitošiny.
V prosinci 1938 byl zvolen ve volbách do Sněmu Slovenskej krajiny. Tehdy se začal také angažovat i na vládní úrovni, nejprve v autonomní slovenské vládě. V třetí vládě Jozefa Tisa byl od ledna 1939 ministrem průmyslu. V únoru 1939 jednal společně s ministerským kolegou z autonomní vlády Ferdinandem Ďurčanským v Berlíně s předním nacistickým politikem Hermannem Göringem.
Po vzniku nezávislého Slovenska byl ve čtvrté vládě Jozefa Tisa ministrem financí a tento post si udržel i ve vládě Vojtecha Tuky a vládě Štefana Tisa.
18. června 1945 se československý velvyslanec v USA Vladimír Hurban oficiálně obrátil na vládu Spojených států amerických s žádostí o vydání některých válečných zločinců z řad exponentů slovenského státu. Mezi nimi byl i Pružinský.